# Аркалія
Аркалія (рум. Arcalia) — село у повіті Бистриця-Несеуд в Румунії. Входить до складу комуни Шієу-Мегеруш.
Село розташоване на відстані 324 км на північний захід від Бухареста, 12 км на південний захід від Бистриці, 66 км на північний схід від Клуж-Напоки.

## Населення
За даними перепису населення 2002 року у селі проживала 821 особа.
Національний склад населення села:
| Національність | Кількість осіб | Відсоток |
| -------------- | -------------- | -------- |
| румуни         | 734            | 89,4%    |
| цигани         | 79             | 9,6%     |
| угорці         | 6              | 0,7%     |

Рідною мовою назвали:
| Мова      | Кількість осіб | Відсоток |
| --------- | -------------- | -------- |
| румунська | 752            | 91,6%    |
| циганська | 63             | 7,7%     |
| угорська  | 6              | 0,7%     |